# Antônio Rufino
Antônio Rufino dos Reis (Juiz de Fora, 3 de março de 1907 - Rio de Janeiro, 18 de novembro de 1982) foi um compositor brasileiro.

## Vida
Filho de Rufino Esteves dos Reis e Teodomira Merenciana dos Reis, foi um dos fundadores do "Conjunto Carnavalesco de Oswaldo Cruz". Depois, integrou o bloco "Vai Como Pode", precursor da atual escola de samba Portela. Com Antônio Caetano e Paulo da Portela, Antonio Rufino ajudou a traçar o caminho da escola de Oswaldo Cruz nos primeiros anos de fundação, seja como dirigente ou compositor.
Na década de 1970, integrou a primeira geração da Velha Guarda da Portela.